# Strange Circus
Kimyô na sâkasu (気球クラブ、その後?) es una película de drama japonesa escrita y dirigida por Sion Sono.

## Argumento
Un director de escuela, Ozawa Gozo, viola a su hija, Mitsuko, después de que ella ve a sus padres teniendo relaciones sexuales. Su madre Sayuri queda como testigo de la violación. Gozo ahora las somete a violaciones tanto como le plazca, mientras su familia se ve socavada por el incesto, el suicidio y el asesinato, tal como lo escribe la escritora de novelas eróticas, Taeko.
Ella es asistida por Yuji, un joven que está realmente en una misión para descubrir la realidad detrás de toda esta historia, del pasado de Taeko, y de una habitación cerrada con llave en su apartamento. Pero Taeko cree que puede ser demasiado difícil soportar la realidad y la verdad debajo de las pesadillas de Le Théâtre du Grand-Guignol.

## Reparto
- Masumi Miyazaki - Sayuri / Taeko
- Issei Ishida – Yuji
- Rie Kuwana – Mitsuko
- Mai Takahashi – Mitsuko
- Fujiko
- Madame Regine
- Tomorowo Taguchi – Editor de Taeko
- Hiroshi Ohguchi – Gozo